# Paul Batin
Paul Ştefan Batin (Baia Mare, 29 giugno 1987) è un ex calciatore rumeno, di ruolo attaccante.

## Carriera
Ha giocato nella massima serie dei campionati rumeno e cipriota.